# Warragamba Dam
Warragamba Dam är en dammbyggnad i Australien. Den ligger i regionen Wollondilly och delstaten New South Wales, i den sydöstra delen av landet, omkring 57 kilometer väster om delstatshuvudstaden Sydney. Den ligger vid sjöarna  Lake Burragorang och Lake Burragorang.
Närmaste större samhälle är Glenmore Park, omkring 12 kilometer nordost om Warragamba Dam.
I omgivningarna runt Warragamba Dam växer huvudsakligen savannskog. Runt Warragamba Dam är det tätbefolkat, med 356 invånare per kvadratkilometer. Genomsnittlig årsnederbörd är 1 267 millimeter. Den regnigaste månaden är februari, med i genomsnitt 216 mm nederbörd, och den torraste är juli, med 25 mm nederbörd.